# Zott
Zott je evropska mlekarna, ustanovljena v Mertingnu, Nemčija, leta 1926. Zott proizvaja mlečne produkte, vključno z mlečnimi in sirnimi produkti, sladicami, smetanami in jogurti. Glavni obrat podjetja je v Mertingnu (Bavarska). Drugi proizvodni obrati so v Günzburgu (Nemčija) in na Poljskem (Opole, Głogowo blizu Toruńa in Racibórza). Proizvodni obrat v Bosni in Hercegovini (Gradačac) je bil ustanovljen leta 2013.
Z ocenjeno konsolidirano prodajo v višini 894 milijonov EUR, proizvodnjo 951 milijonov kg mleka in z 2120 zaposlenimi v letu 2013 je Zott eno večjih mlekarn v Evropi in eno vodilnih proizvajalcev mlečnih produktov na Poljskem.

## Zott international
Zott ima zastopništva v več kot 75 državah po svetu in ima prodajna zastopništva tudi na Češkem, Slovaškem, na Madžarskem in v Singapurju kot tudi v Rusiji.

### Zott v Nemčiji
Glavni obrat skupine Zott je v Mertingenu (Bavarska), kjer proizvajajo jogurt, sladice in mocarelo. Drugi nemški proizvodni obrat je v Günzburgu (Bavarska), kjer se osredotočajo proizvodnjo trdega in poltrdega sira, predelanega sira in različnih produktov v prahu.
- Proizvodni obrat Zott v Mertingenu (Bavarska)
- Proizvodni obrat Zott v Mertingenu (Bavarska)

### Zott na Poljskem
Na Poljskem so trije proizvodni obrati in sicer v Opolah, Glogowu in Raciborzu. Zott Poljska proizvaja sadne jogurte, naravne produkte, sladice, napitke in Twarog.

### Zott v Bosni in Hercegovini
Obrat v Gradačcu v Bosni in Hercegovini je specializiran za proizvodnjo UHT-mleka, naravnih produktov in napitkov.

## Trajnost in dobrodelnost

### Toplarna na neobdelana lesna vlakna
Toplarna oskrbuje obrat v Mertingenu (Nemčija) z energijo.

### Obrat za planet
Od oktobra 2012 Zott skupaj s pobudo učencev "Plant-for-the-Planet" (ustanovljena 2007) v rednih intervalih organizira akademije Zott "Plant-for-the-Planet". Otrokom so skozi igro predstavljene težave s podnebje in zaščito okolja.

### Otroci tečejo za otroke
Od šolskega leta 2009/2010 je Zott pokrovitelj pobude "Otroci tečejo za otroke" (glasilo: spremembe z gibanjem), ki koristi SOS Children's Villages v Nemčiji in po vsem svetu. Z veliko naklonjenosti in predanosti pobuda javnosti približuje pomembnost izobraževanja o prehrani, fizične aktivnosti in družbene angažiranosti.

### Brez genetsko modificiranih sestavin (GM)
Dve glavni interesni točki za nemške potrošnike sta "vedeti, od kod izvira in kaj vsebuje". Anketa, ki se je izvaja v imenu podjetja Zott na Forsa Institute, je prav tako pokazala, da je za 85 % nemških potrošnikov pomembno, da hrana ne vsebuje gensko modificiranih sestavin. To je pomembno tudi za podjetje Zott iz Mertingena. Zato sta bila "Zottarella" in "Bayerntaler" spremenjena v "garantirano brez gensko modificiranih sestavin in uvoženih sestavin".

### Kakovostno mleko Zott s strastjo
Program "Kakovostno mleko Zott s strastjo" v prvem koraku naslavlja vse proizvajalce mleka Zott v Nemčiji. S tem programom je Zott razvil koncept, ki ga bo v naslednjih letih mogoče mednarodno prilagoditi Poljski, Češki republiki in Bosni in Hercegovini. Skupaj s svojimi proizvajalci mleka Zott izvaja številne velike in majhne ukrepe za trajnostno kmetijstvo proihodnosti, ki se odraža v številnih komponentah tega programa.

### Johanniter Christmas Trucker
Od leta 2010 se zaposleni pri Zottu udeležujejo pobude "Božični tovornjakar", kjer pomagajo družinam v stiski iz Vzhodne Evrope pričarati božično vzdušje (npr. s paketi presenečenj, kot so npr. igrače itd.). Od 2012 se otroci iz vrtca, jaslic in šole v Mertingenu udeležujejo dogodka, ki ga organizira Zott. Vsako leto Zott Zott pri pobudi sodeluje s tovornjakom in voznikom.

## Blagovne znamke

### Monte
Monte je ena najbolj znanih blagovnih znak družbe Zott po svetu. Monte se dobavlja v več kot 40 držav. Monte je sladica iz kombinacije mlečne kreme, lešnikov in čokolade. Izdelki Monte:
| Izvirnik                | Dvojno pakiranje         | Plus                        | 2Go             |
| ----------------------- | ------------------------ | --------------------------- | --------------- |
| 4-delno pakiranje Monte | Masleni piškoti Monte    | Monte s karamelnim prelivom | Napitek Monte   |
| 6-delno pakiranje Monte | Kapučino kroglice Monte  | Monte s čokoladnim prelivom | Prigrizek Monte |
| Monte Maxi              | Hrustljavi Monte Crunchy | Monte s kapučino prelivom   |                 |
| En lonček Monte         | Monte z okusom češnje    |                             |                 |

### Smetanov jogurt
Smetanov jogurt Zott je kremni jogurt, ki je zelo dobro znan v Nemčiji in Avstriji. Smetanov jogurt je na voljo v številnih različicah in okusih.

### Zottarella
Zottarella je blagovna znamka za Mozzarella Zott. Proizvaja se iz mleka, ki garantirano ne vsebuje gensko modificiranih snovi in uvoženih sestavin. Zottarella je na voljo v različnih količinah in okusih.

### Jogobella
Jogobella je priljubljen in vodilni poljski jogurt znamke Zott.

## Oglaševanje
V Tv-oglasih Zott so se pojavljale znane osebnosti, kot sta Maxl Graf in Roberto Blanco. Leta 2010 je podjetje za oglaševanje pridobilo nemškega golmana René Adler in njegovega brata Ricota, ki sta oglaševala blagovno znamko "Monte". Leta 2013 je Zott zamenjal ambasadorja blagovne znamke "Monte". Od tedaj sta svetovni prvak v jadranju na deski Philip Köster in njegova sestra Kyra obraza za "Monte". Leta 2013je poljski odbojkarski zvezdnik Bartosz Kurek na Poljskem predstavil Monte Cherry in Monte Crunchy. To je bilo že drugič, da je Bartosz oglaševal Zott Monte. Csaba Vastag je madžarski glasbenik in od leta 2013 ambasador blagovne znamke Zott Monte na Madžarskem.
Zott redno prejema nagrade od neodvisnih inštitutov za visoko kakovostne izdelke, kot so nagrade Bundesehrenpreis, the PriMax as well as gold, silver and bronze medals of the German Agricultural Society (DLG).
- 1986: Zott prejme nagrado "Goldener Zuckerhut" za smetanov jogurt.
- 2010: Glavna direktora pri Zott, Frieda Reiter (rojena 1930), 18. septembra 2010 postane častna meščanka mesta Mertingen. Mlekarna je imenovana po njenem tastu Georgu Zottu.
- 2012: Zott oob prisotnosti zveznega ministra za kmetijstvo Ilse Aigner prejme licenco za uporabo oznake "brez genetsko modicifiranih sestavin" za blagovni znamki Zottarella in Bayerntaler.
- 2013: Zott že enajstič prejme priznanje PriMax Nemškega združenja za kmetijstvo German Agricultural Society (DLG).
- 2014: Zott že petič prejme državno nagrado nemškega ministrstva za hrano in kmetijstvo Federal Ministry of Food and Agriculture (BmEL).